# Црква Свете преподобне мати Параскеве у Кленикама
Црква Свете преподобне мати Параскеве у Кленикама, насељеном месту на територији Општине Бујановац, православни је храм који припада Епархији врањској Српске православне цркве.
Црква посвећена Светој преподобној мајци Параскеви саграђена је 1858. године, на темељима старије цркве, која је порушена 1855. године. Према белешкама Јована Хаџи Васиљевића, и само село добило је име по старој цркви, посвећеној овој Светитељки. Ради зидања цркве, делегација села одлазила је у Цариград, како би да би добила ферман, којим је допуштена њена градња.
Иконостас садржи 48 икона, израђен је 1868. године, а иконе на њему осликали су зографи Вено и Зафир. У лађи цркве урађен је 1886. године живопис, на којем су представљени велики Господњи празници. Зидно сликарство изведено је почетком двадесетог века, о чему сведочи неколико ктиторских натписа. На једном од њих стоји да је фрескопис завршен ктиторством Јована Илића, 5. децембра 1902. године.
Према писаним документима, прва обнова цркве била је 1886. године, када су урађени проповедаоница и проскинитарион. Године 2007. извршена је реконструкција крова, а 2011. године изграђена је припрата, са платоом испред цркве.
Подигнут је нови парохијски дом 2013. године, након што је дотадашњи изгорео у пожару. Црквена трпезарија саграђена је 1976. годинеу време епископа врањског Доментијана.
Цркви у Кленикама припада прва Црквена српска школа из 1847. године, која се налази у центру села, а која је средствима Владе Републике Србије реконструисана 2003. године и заштићена од даљег пропадања.